# Proctor (Oklahoma)
Proctor es un lugar designado por el censo ubicado en el condado de Adair en el estado estadounidense de Oklahoma. En el Censo de 2010 tenía una población de 231 habitantes y una densidad poblacional de 16,96 personas por km².

## Geografía
Proctor se encuentra ubicado en las coordenadas 35°59′2″N 94°43′58″O / 35.98389, -94.73278. Según la Oficina del Censo de los Estados Unidos, Proctor tiene una superficie total de 21.92 km², de la cual 21.76 km² corresponden a tierra firme y (0.77%) 0.17 km² es agua.

## Demografía
Según el censo de 2010, había 231 personas residiendo en Proctor. La densidad de población era de 16,96 hab./km². De los 231 habitantes, Proctor estaba compuesto por el 37.66% blancos, el 0% eran afroamericanos, el 42.42% eran amerindios, el 0% eran asiáticos, el 0% eran isleños del Pacífico, el 2.16% eran de otras razas y el 17.75% pertenecían a dos o más razas. Del total de la población el 3.46% eran hispanos o latinos de cualquier raza.